# Jean-Baptiste Édouard Bornet
Jean-Baptiste Édouard Bornet (ur. w 2 września 1828 w Guérigny, zm. 18 grudnia 1911 w Paryżu) – francuski botanik.
Zajmował się tematyką porostów. Opisywał reprodukcję krasnorostów. Bornet w 1886 roku został członkiem Francuskiej Akademii Nauk. W 1891 otrzymał Medal Linneusza. W 1910 roku stał się członkiem zagranicznym Royal Society w Londynie.